# Приньяно-Чиленто
Приньяно-Чиленто (итал. Prignano Cilento) — коммуна в Италии, располагается в регионе Кампания, в провинции Салерно.
Население составляет 870 человек (2008 г.), плотность населения составляет 79 чел./км². Занимает площадь 11 км². Почтовый индекс — 84060. Телефонный код — 0974.
Покровителем коммуны почитается святитель Николай Мирликийский, празднование 6 декабря.

## Демография
Динамика населения:

## Администрация коммуны
- Официальный сайт: http://www.comune.prignanocilento.sa.it/

## Галерея

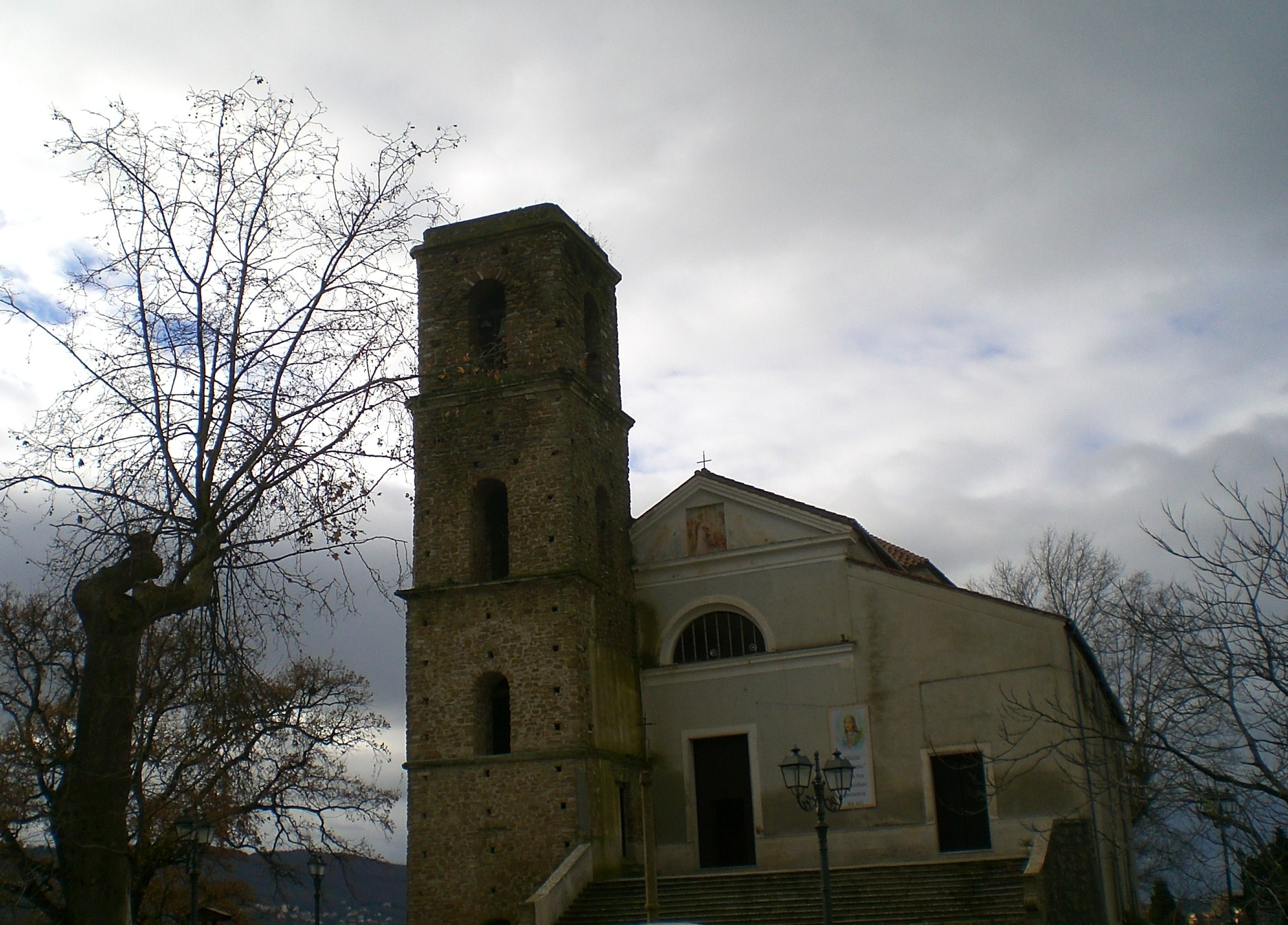
Приходской храм святителя Николая.
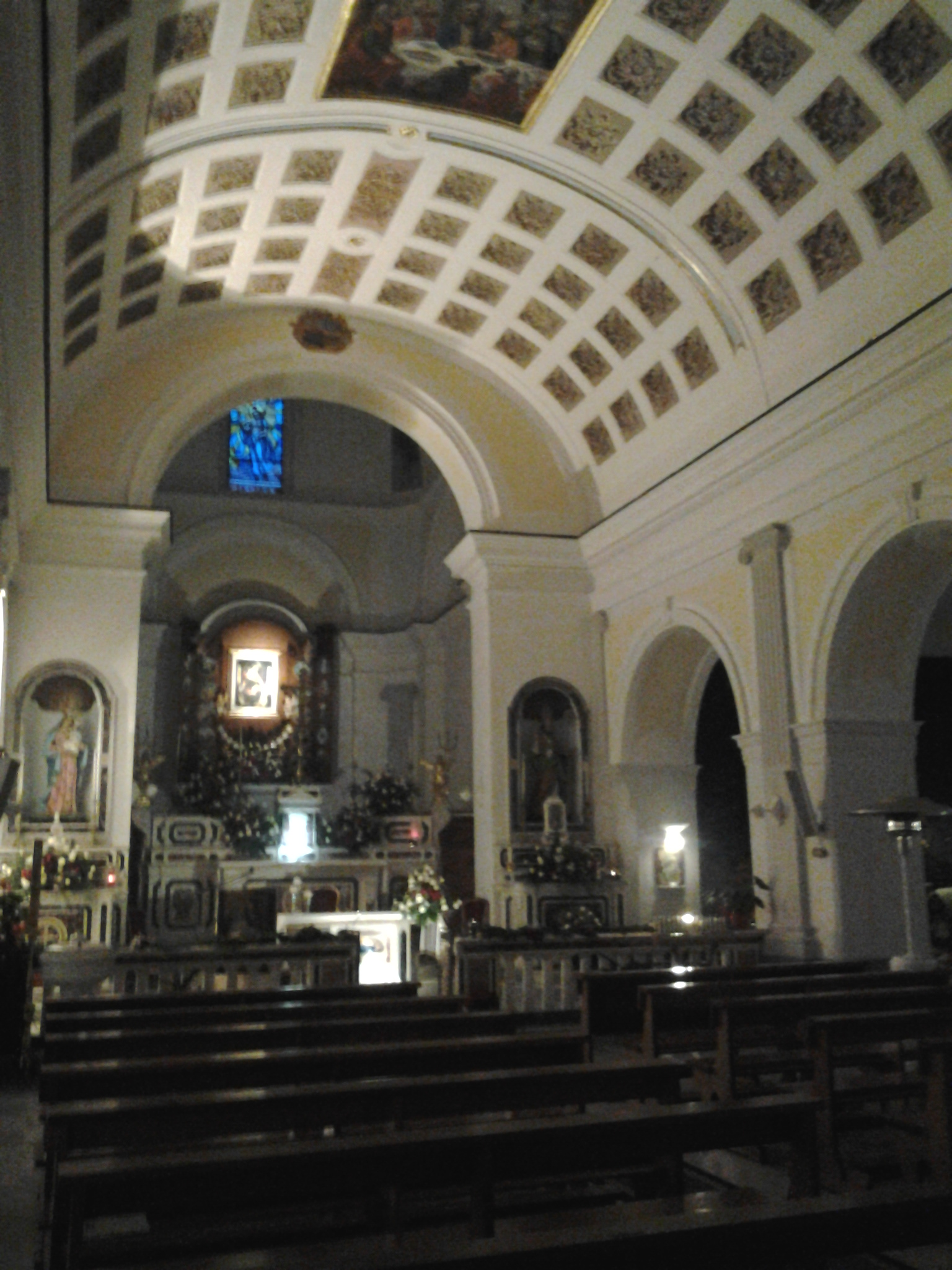
Внутри приходского храма святителя Николая.
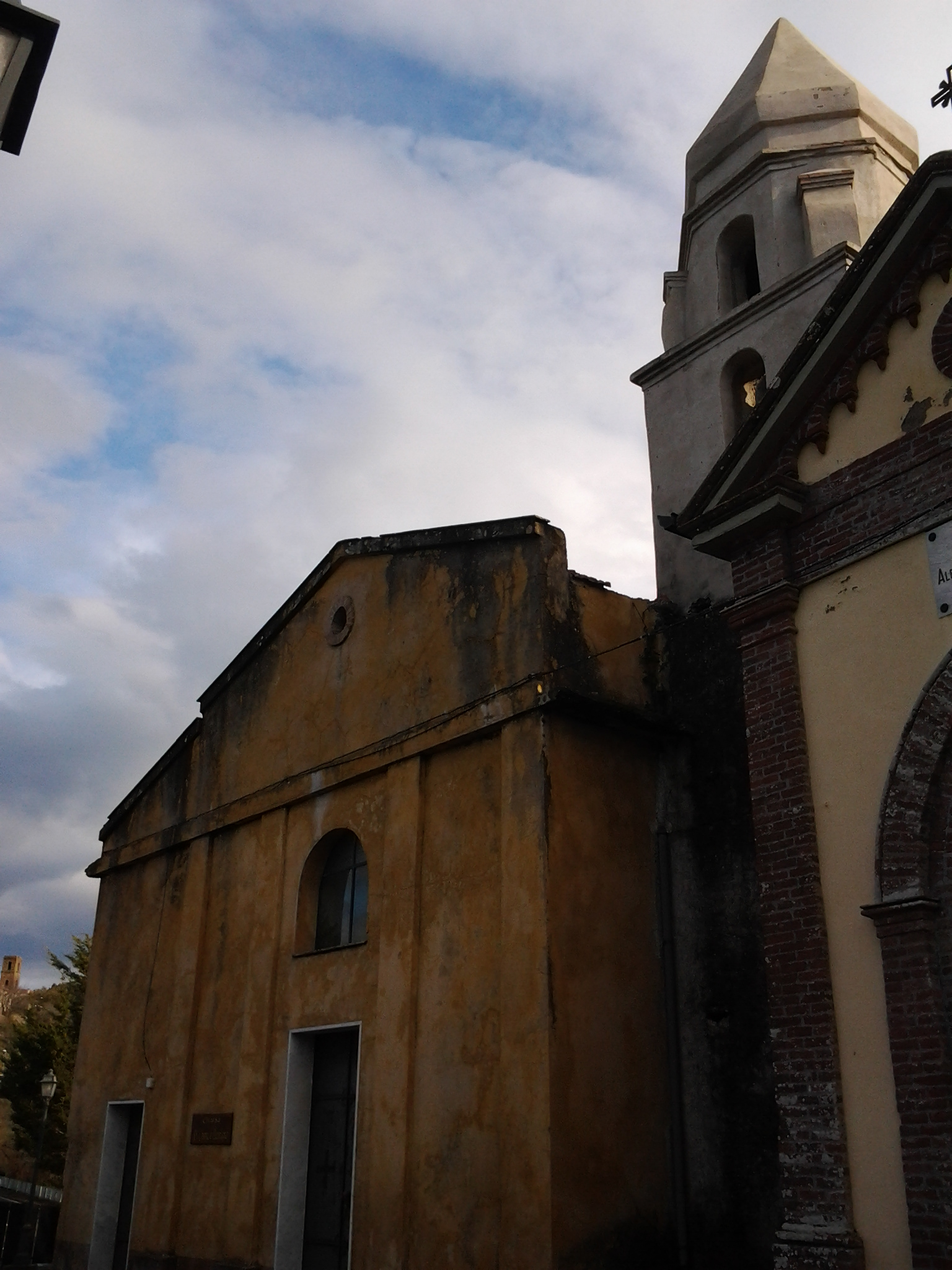
Храм святых Косьмы и Дамиана.
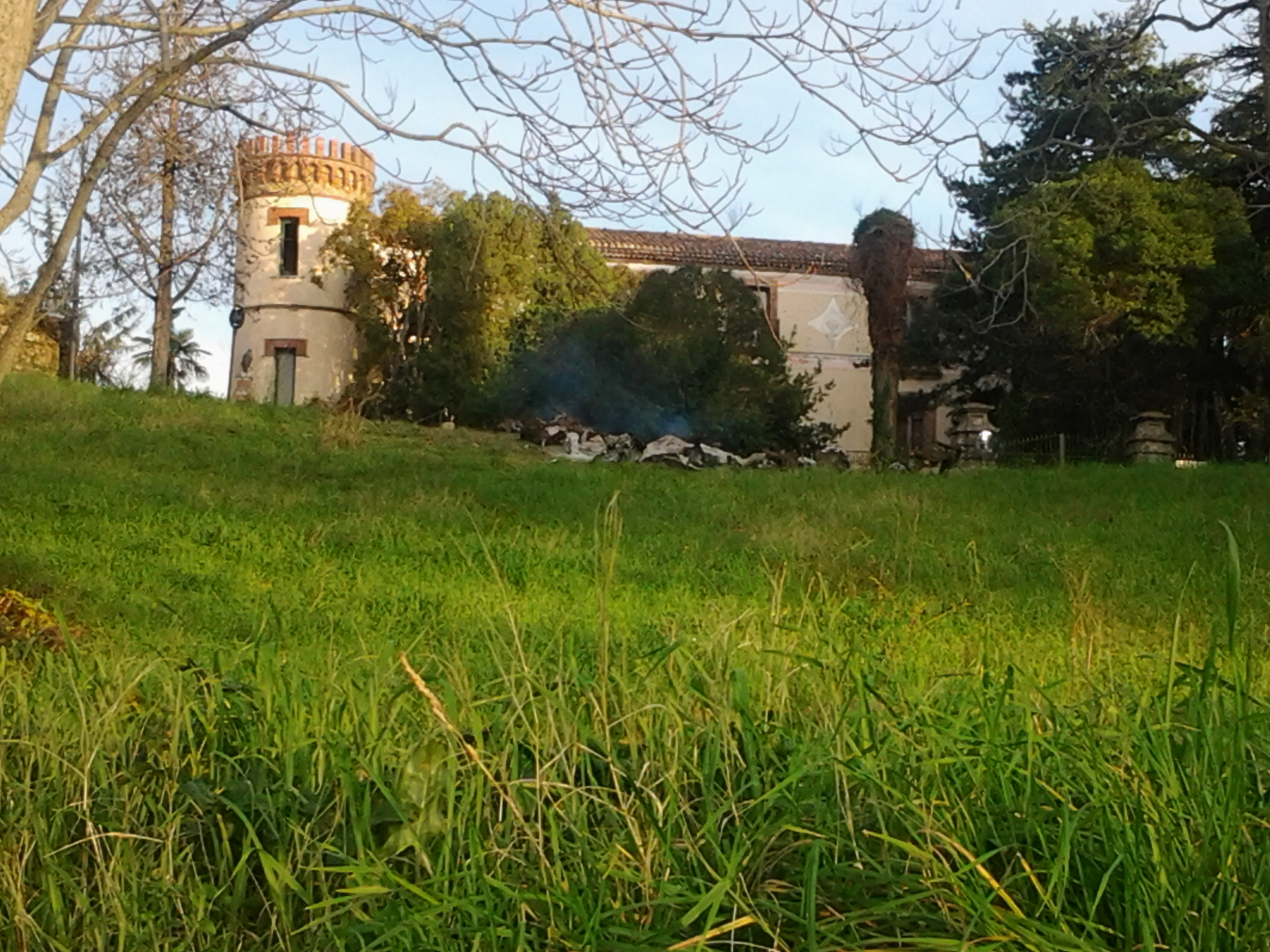
Вид дворца dei Marchesi Cardone.